# 심충겸
심충겸(沈忠謙, 1545년∼1594년)은 조선 중기의 문신이자 외척으로, 인순왕후의 동생이다. 그의 이조정랑 임명을 계기로 사림이 동인과 서인으로 나뉘는 동서분당이 발생했다. 자는 공직(公直), 호는 사양당(四養堂)이다. 봉군호(封君號)는 청림군(靑林君), 시호는 충익(忠翼)이며, 본관은 청송(靑松)이다.

## 생애
1545년 심강의 아들로 태어났다. 1572년(선조 5년) 춘당대시(春塘臺試) 문과에 장원 급제하였다. 이후 성균관 전적, 호조좌랑, 병조좌랑, 사간원 정언, 홍문관 수찬, 성균관 직강, 예조좌랑을 거쳤다. 1575년 형 심의겸에 의해, 이조정랑으로 추천되었으나, 2년 전 심의겸의 반대로 이조정랑에 오르지 못하다가 결국 작년에 이조정랑에 올라, 1년 임기를 채우고 후임자를 물색하던 김효원이 '전랑은 외척의 사유물이 아니다' 라며, 심충겸의 이조정랑 임명에 반대하였다. 이 일로, 심의겸과 김효원의 반목이 심화되었고, 선후배 사림들이 심의겸을 영수로 하는 서인과 김효원을 영수로 하는 동인으로 나뉘어 동서분당이 일어났다.
이후, 사헌부 지평, 홍문관 교리, 사간원 헌납, 성균관 사예, 호조참의, 병조참지, 사간원 대사간, 형조참의, 형조참판, 홍문관 부제학, 병조참의, 황해도 관찰사, 병조참의 겸 비변사 당상, 홍문관 부제학 겸 세자시강원 좌부빈객, 이조참판, 이조참의 겸 운량 차지 당상을 지내고, 1592년 임진왜란이 일어나자, 병조참판 겸 비변사 제조로서, 선조를 평양으로 호종하였다. 평양에서, 왕세자 광해군의 분조에 참여하여, 병조참판 겸 호조참판으로서 군량미를 조달하는 데 큰 활약을 하였다. 이후에, 세자시강원 우빈객을 겸하였으며, 1594년 병조판서에 이르렀다. 사후에, 호성공신 2등에 책록되고, 청림군(靑林君)에 봉해졌으며, 의정부 좌찬성 겸 홍문관·예문관 양관 대제학에 추증되었다. 광해군 때에는, 위성공신 1등에 책록되고, 청림부원군(靑林府院君)으로 진봉되었으며, 영의정에 추증되었으나 인조 반정 이후, 위성공신은 삭탈당했다.
충익(忠翼)의 시호가 내려졌으며, 글씨를 잘 쓰고, 시문에 뛰어났다.

## 가계
명종 때, 영의정을 지낸 청천부원군(靑川府院君) 심연원의 손자이자, 명종의 국구 영돈녕부사 청릉부원군(靑陵府院君) 심강의 6남으로, 인순왕후(명종의 비)의 동생이며, 선조 때, 병조판서를 지낸 서인의 초대 영수 청양군(靑陽君) 심의겸의 동생이다. 또한, 중종의 왕자 봉성군(鳳城君, 희빈 홍씨 소생)의 사위이다. 심충겸은 인조 때 영의정을 지낸 심열의 생부(生父)이며, 심충겸의 6대손이 경종비 단의왕후이다.
- 조부 : 심연원
- 조모 : 정경부인 경주 김씨 - 좌찬성 공절공 김당의 딸
- 부 : 청릉부원군 심강(靑陵府院君 沈鋼, 1514 ~ 1567)
- 모 : 완산부부인 이희경(完山府夫人 李希慶, 1511 ~ 1559) - 용강현령 증 영의정 전성군 이대의 딸,효령대군의 5대손
  - 누나 : 인순왕후(仁順王后, 1532 ~ 1575)
  - 매형 : 조선 제13대 국왕 명종(明宗, 1534 ~ 1567)
  - 형 : 심인겸(沈仁謙, 1533 ~ 1580)
  - 형 : 심의겸(沈義謙, 1535 ~ 1587)
  - 형 : 심예겸(沈禮謙, 1537 ~ 1578)
  - 여동생 : 심술정(沈戌貞, 1538 ~ ?)
  - 형 : 심지겸(沈智謙, 1540 ~ 1568)
  - 형 : 심신겸(沈信謙, 1542 ~ 1596)
  - 남동생 : 심효겸(沈孝謙, 1547 ~ 1600)
  - 남동생 : 심제겸(沈悌謙, 1550 ~ 1589)
  - 부인 : 증 정경부인 이개(李介, 1545 ~ ?) - 조선 제11대 국왕 중종 7남 봉성군의 딸
    - 장남 : 심흔(沈忻, 1561 ~ ?) - 예문관 대교 증 이조참판 청송군(靑松君)
    - 장녀 : 심경복(沈慶福, 1564 ~ ?)
    - 차녀 : 심계복(沈季福, 1565 ~ ?)
    - 차남 : 영의정(領議政) 심열(沈悅, 1569 ~ 1646)
    - 3남 : 심종(沈悰, 1572 ~ ?)

## 같이 보기
| - 소헌왕후 - 인순왕후 - 단의왕후 | - 심온 - 심강 - 심호 | - 심덕부 - 심연원 - 심열 | - 심회 - 심결 - 심의겸 - 심유현 | - 중종 - 명종 - 경종 - 희빈 홍씨 - 봉성군 | - 김효원 - 동서분당 - 호성공신 - 위성공신 |